# Polyrhachis cingula
Polyrhachis cingula är en myrart som beskrevs av Horace Donisthorpe 1947. Polyrhachis cingula ingår i släktet Polyrhachis och familjen myror. Inga underarter finns listade i Catalogue of Life.